# Британик (кораб)
Вижте пояснителната страница за други значения на Британик.
„Британик“ (на английски: HMHS Britannic) е третият и последен кораб от олимпийския клас параходи на Уайт стар лайн с това име. Той е най-малката сестра на RMS „Олимпик“ и RMS „Титаник“ и е предназначен да влезе в експлоатация като трансатлантически пътнически лайнер. От 1915 г. е експлоатиран като болничен кораб до потъването му близо до гръцкия остров Кеа в Егейско море през ноември 1916 г. По това време той е най-големият кораб в света в активна експлоатация.
Британик е спуснат на вода точно преди началото на Първата световна война. Той е проектиран като най-безопасния от трите кораба, като по време на строителството са направени промени в конструкцията поради поуките от потъването на „Титаник“. В продължение на много месеци той престоява при строителите си, Harland and Wolff, в Белфаст, преди да бъде нает за болничен кораб. През 1915 г. и 1916 г. служи между Обединеното кралство и Дарданелите. Сутринта на 21 ноември 1916 г. е разтърсен от експлозия, причинена от морска мина на германския имперски флот близо до гръцкия остров Кеа, и потъва 55 минути по-късно, като загиват 30 души.
На борда на кораба е имало 1066 души; оцелелите 1036 души са спасени от водата и спасителните лодки. Британик е най-големият кораб, загинал през Първата световна война.
След Първата световна война, като част от следвоенните репарации, White Star Line е компенсирана за загубата на Britannic чрез предоставянето на SS Bismarck; той влиза в експлоатация като RMS Majestic.
Потъналият кораб е открит и изследван от Жак-Ив Кусто през 1975 г. Корабът е най-големият непокътнат пътнически кораб на морското дъно в света.

## Характеристики
Първоначалните размери на „Британик“ са сходни с тези на по-големите му сестри, но след загубата на „Титаник“ размерите му са променени още по време на строежа. С бруто тонаж от 48 158 тона той надминава по-големите си сестри по отношение на вътрешния обем, но това не го прави най-големия пътнически кораб в експлоатация по това време; германският SS Vaterland държи тази титла със значително по-голям тонаж.
Корабите от клас „Олимпик“ се задвижват от комбинирана система от две парни машини с тройно разширение, които задвижват трилопатковите външни витла на крилата, докато парна турбина с ниско налягане използва парата, изпускана от двата бутални двигателя, за да задвижва централното четирилопатково витло, което осигурява максимална скорост от 23 възела.

### Промени в дизайна на кораба след потъването на Титаник
„Британик“ има сходна схема на сестринските си кораби. След катастрофата на „Титаник“ и последвалите разследвания са направени няколко промени в дизайна на останалите лайнери от клас „Олимпик“. При „Британик“ тези промени, направени преди пускането на кораба на вода, включват увеличаване на широчината на кораба до 94 фута (29 м), за да се осигури двоен корпус по протежение на машинното и котелното отделение, и повдигане на шест от 15-те водонепроницаеми прегради до палуба В. Освен това е добавена по-голяма турбина с мощност 18 000 конски сили (13 000 kW) вместо агрегатите с мощност 16 000 конски сили (12 000 kW), инсталирани на по-ранните кораби, за да се компенсира увеличаването на ширината на корпуса. Централните водонепроницаеми отсеци са подобрени, което позволява на кораба да остане на повърхността при наводнени шест отсека.
Най-голямата външна промяна е монтирането на големи крановидни балки, всяка от които се задвижва от електрически двигател и може да спуска на вода шест спасителни лодки, които се съхраняват на портали; корабът е проектиран да има осем комплекта, но преди влизането на „Британик“ във военна служба са монтирани само пет, като разликата се компенсира с лодки, спускани с ръчно управлявани балки тип „Велин“, както на „Титаник“ и „Олимпик“.
Допълнителни спасителни лодки могат да се съхраняват в обсега на лодките на покрива на палубната рубка, а порталните кранове могат да достигнат до спасителни лодки от другата страна на кораба, при условие че нито един от комините не пречи на пътя. Тази конструкция позволява спускането на всички спасителни лодки, дори ако на кораба се появи борд, който обикновено би попречил на спускането на спасителните лодки от страната, противоположна на борда[ неясно? ]. Няколко от тези въжета са разположени срещу комините, което не позволява да се постигне тази цел.[ неясно? ] Асансьорите, които преди спираj на палуба А, сега могат да достигнат до палубата за лодки. Корабът носи 48 спасителни лодки, всяка от които може да превозва най-малко 75 души. По този начин в спасителните лодки могат да се превозват поне 3600 души, което значително надвишава максималния капацитет на кораба от 3309 души.

## История

### Концепция
През 1907 г. Дж. Брус Исмей, генералният директор на White Star Line, и Лорд Пири, председател на корабостроителницата Harland & Wolff в Белфаст, решават да построят тройка океански лайнери с несравними размери, които да се конкурират с Lusitania и Mauretania на Cunard Line не по отношение на скоростта, а по отношение на лукса и безопасността. Имената на трите кораба са определени по-късно и показват намеренията на конструкторите по отношение на техния размер: Olympic, Titanic и Britannic.
Строителството на „Олимпик“ и „Титаник“ започва съответно през 1908 г. и 1909 г. Размерите им са толкова големи, че е необходимо да се построи порталът „Арол“, който да ги приюти, достатъчно широк, за да обхване двата нови строителни стапела и да позволи да се строят по два кораба наведнъж. Трите кораба са проектирани да бъдат дълги 270 метра и да имат бруто тонаж над 45 000 тона. Проектната им скорост е приблизително 22 възела, което е доста под тази на „Лузитания“ и „Мавритания“, но все пак позволява трансатлантически преход за по-малко от една седмица.

### Слухове за промяна на името
Въпреки че Уайт стар лайн и корабостроителницата Harland and Wolff винаги са отричали, някои източници твърдят, че „Британик“ е трябвало да се казва „Гигантик“, но името му е променено, за да не се конкурира с „Титаник“ и да не предизвиква сравнения. Един от източниците е плакат на кораба с името „Гигантик“ в горната част. Други източници са американски вестници от ноември 1911 г., в които се посочва, че е направена поръчка от Уайт Стар за „Гигантик“, както и други вестници от цял свят както по време на строителството, така и непосредствено след потъването на „Титаник“.
Том Макклъски заявява, че в качеството си на ръководител на архива и историк в Harland and Wolff „никога не е виждал официално споменаване на името „Гигантик“, което да е използвано или предложено за третия от корабите от клас „Олимпик““. В книгата за поръчките са добавени някои ръчно написани промени с дата януари 1912 г. Те се отнасят само до широчината на кораба, но не и до името му.

### Конструиране
Килът на „Британик“ е заложен на 30 ноември 1911 г. в корабостроителницата „Харланд и Улф“ в Белфаст, на порталния стапел, заеман преди това от „Олимпик“, 13 месеца след спускането на този кораб на вода и на „Арланза“, спуснат на вода седем дни по-рано. Придобиването на кораба е планирано да стане в началото на 1914 г. Поради подобренията, въведени вследствие на катастрофата на „Титаник“, „Британик“ е спуснат на вода едва на 26 февруари 1914 г., което е заснето заедно с монтирането на комин. Пред пресата са произнесени няколко речи, а в чест на спускането на вода е организирана вечеря. Впоследствие започва монтирането на кораба. Корабът влиза в сух док през септември и са монтирани витлата му.
Повторното използване на пространството на „Олимпик“ спестява на корабостроителницата време и пари, тъй като не се налага разчистване на трети стапел, подобен по размер на тези, използвани за предишните два кораба. През август 1914 г., преди „Британик“ да започне да извършва трансатлантически превози между Ню Йорк и Саутхемптън, започва Първата световна война. Незабавно всички корабостроителници с договори с Адмиралтейството получават приоритет за използване на наличните суровини. Всички граждански договори, включително за „Британик“, са забавени.
Военноморските власти реквизират голям брой кораби като въоръжени търговски крайцери или за превоз на войски. Адмиралтейството плаща на компаниите за използването на корабите им, но рискът от загуба на кораб при военноморски операции е голям. Големите океански лайнери първоначално не са взети за военноморска употреба, тъй като по-малките кораби са по-лесни за експлоатация. „Олимпик“ се завръща в Белфаст на 3 ноември 1914 г., докато работата по „Британик“ продължава бавно.

### Заявяване на кораба за подвижна болница
Нуждата от увеличаване на тонажа става все по-остра с разширяването на военноморските операции в Източното Средиземноморие. През май 1915 г. „Британик“ завършва швартовите изпитания на двигателите си и е подготвен за спешно влизане в експлоатация само с четириседмично предизвестие. През същия месец е регистрирана и първата голяма загуба на граждански океански лайнер, когато RMS Lusitania на Cunard е торпилиран близо до ирландския бряг от SM U-20.
През следващия месец Адмиралтейството решава да използва наскоро реквизираните пътнически лайнери като транспортни средства за превоз на войски в кампанията в Галиполи (наричана още служба на Дарданелите). Първите, които отплават, са RMS Mauretania и RMS Aquitania на Cunard. Тъй като десантът в Галиполи се оказва катастрофален и жертвите нарастват, нуждата от големи болнични кораби за лечение и евакуация на ранените става очевидна. Aquitania е пренасочена към болнични кораби през август (мястото ѝ на военен транспорт ще бъде заето от Olympic през септември). След това на 13 ноември 1915 г. Britannic е изискан като болничен кораб от мястото си за съхранение в Белфаст.
Пребоядисан в бяло с големи червени кръстове и хоризонтална зелена ивица, той е преименуван на HMHS (His Majesty's Hospital Ship) Britannic и е поставен под командването на капитан Чарлз Алфред Бартлет. Във вътрешността са инсталирани 3 309 легла и няколко операционни зали. Общите помещения на горните палуби са превърнати в стаи за ранените. Каютите на палуба В са използвани за настаняване на лекари. Трапезарията за първа класа и приемната за първа класа на палуба D са трансформирани в операционни зали. Долният мостик е използван за настаняване на леко ранените. Медицинското оборудване е инсталирано на 12 декември 1915 г.

### Първо обслужване
Когато е обявен за годен за служба на 12 декември 1915 г. в Ливърпул, „Британик“ получава медицински екип, състоящ се от 101 медицински сестри, 336 сержанти и 52 офицери, както и екипаж от 675 души. На 23 декември той напуска Ливърпул, за да се присъедини към пристанището Мудрос на остров Лемнос в Егейско море и да върне обратно болни и ранени войници. Присъединява се към няколко кораба по същия маршрут, включително Mauretania, Aquitania и сестринския си кораб Olympic. Малко по-късно към тези четири кораба се присъединява Statendam. Преди да продължи към Мудрос, той спира в Неапол, за да попълни запасите си от въглища. След завръщането си прекарва четири седмици като плаваща болница край остров Уайт.
Третото плаване е от 20 март 1916 г. до 4 април. Дарданелите са евакуирани през януари. В края на военната си служба на 6 юни 1916 г. Britannic се връща в Белфаст, за да претърпи необходимите модификации за превръщането му в трансатлантически пътнически лайнер. Британското правителство изплаща на White Star Line 75 000 лири стерлинги като компенсация за преустройството. Преобразуването се извършва в продължение на няколко месеца, преди да бъде прекъснато от отзоваването на кораба обратно на военна служба.

### Завърщане обратно на работа
На 26 август 1916 г. Адмиралтейството връща Britannic в експлоатация като болничен кораб, а на 24 септември същата година корабът се връща в Средиземно море за четвърто плаване. На 29 септември на път за Неапол се сблъсква със силна буря, от която излиза невредим. На 9 октомври корабът заминава за Саутхемптън. След това предприема пето пътуване, което е белязано от поставяне на карантина на екипажа, когато корабът пристига в Мудрос заради хранително заболяване.
Животът на борда на кораба следва рутина. В шест часа пациентите се събуждали и помещенията се почиствали. Закуската се сервира в 6:30 ч., след което капитанът обикаля кораба за инспекция. Обядът се сервирал в 12:30 ч., а чаят – в 16:30 ч. Пациентите се лекуваха между храненията, а тези, които желаеха да се разходят, можеха да го направят. В 20:30 ч. пациентите си легнаха, а капитанът направи още една инспекционна обиколка. На разположение бяха медицински курсове за обучение на медицинските сестри.

### Последно плаване
След пет успешни плавания до Близкия изток и обратно до Обединеното кралство, превозвайки болни и ранени, Britannic отплава от Саутхемптън за Лемнос в 14:23 ч. на 12 ноември 1916 г., като това е шестото му плаване в Средиземно море. Корабът минава покрай Гибралтар около полунощ на 15 ноември и пристига в Неапол сутринта на 17 ноември за обичайното си спиране за пречистване и зареждане с вода, с което завършва първия етап от мисията си.
Буря задържа кораба в Неапол до неделя следобед, когато капитан Бартлет решава да се възползва от краткото прекъсване на времето и да продължи. Морето отново се надига, когато „Британик“ напуска пристанището. До следващата сутрин бурите утихват и корабът преминава без проблеми Месинския проток. Нос Матапан е заобиколен в първите часове на 21 ноември. До сутринта „Британик“ навлезе с пълна скорост в протока Кеа, между нос Сунион (най-южната точка на Атика, префектурата, която включва Атина) и остров Кеа.
На борда има 1066 души: 673 души екипаж, 315 души от Кралския армейски медицински корпус (RAMC), 77 медицински сестри и капитанът.

### Експлозия
В 08:12 ч. на 21 ноември 1916 г. корабът е разтърсен от силна експлозия. Причината, дали е торпедо от вражеска подводница или мина, не е ясна по това време. По-късно става ясно, че мините са заложени в канала Кеа на 21 октомври 1916 г. от SM U-73 под командването на Густав Зиес.
Реакцията в трапезарията е незабавна; лекарите и медицинските сестри тръгват незабавно към работните си места, но не всички реагират по същия начин, тъй като по-назад на кърмата силата на експлозията се усеща по-слабо и мнозина смятат, че корабът се е ударил в по-малка лодка. Капитан Бартлет и старши офицер Хюм бяха на мостика по това време и скоро се видя сериозността на ситуацията. Експлозията е на десния борд, между трюмове две и три. Силата на експлозията повредила водонепроницаемата преграда между трюм едно и предния борд. Първите четири водонепроницаеми отделения бързо се пълнеха с вода, котелният тунел, свързващ пожарникарските каюти в носа с котелно помещение шест, беше сериозно повреден и в това котелно помещение нахлуваше вода.
Бартлет нареди да се затворят водонепроницаемите врати, изпрати сигнал за бедствие и нареди на екипажа да подготви спасителните лодки. Незабавно е изпратен сигнал SOS, който е приет от няколко други кораба в района, сред които HMS Scourge и HMS Heroic, но Britannic не чува нищо в отговор. Незнайно защо, нито за Бартлет, нито за корабния оператор на безжичната мрежа, силата на първата експлозия е довела до скъсване на проводниците на антената, окачени между мачтите на кораба. Това означаваше, че макар корабът все още да можеше да изпраща радиопредавания, той вече не можеше да ги приема.
Заедно с повредената водонепроницаема врата на тунела за пожарникарите, водонепроницаемата врата между котелни помещения 6 и 5 не успя да се затвори правилно. Водата се стичала по-назад в котелно помещение пет. Британик е достигнал предела на наводнението си. Той можеше да остане на повърхността (неподвижен) с първите си шест водонепроницаеми отделения, които бяха наводнени. Имаше пет водонепроницаеми прегради, които се издигаха чак до палуба В. Тези мерки бяха взети след катастрофата на „Титаник“ („Титаник“ можеше да плава само с първите си четири наводнени отделения).
Следващата ключова преграда между котелни помещения пет и четири и нейната врата са били неповредени и е трябвало да гарантират оцеляването на кораба. По предните долни палуби обаче имало отворени илюминатори, които се наклонили под водата в рамките на няколко минути след експлозията. Медицинските сестри бяха отворили повечето от тези илюминатори, за да проветрят отделенията, противно на постоянните заповеди. С увеличаването на ъгъла на наклона на кораба водата достигнала това ниво и започнала да навлиза в кърмата от преградата между котелни помещения пет и четири. С повече от шест наводнени отделения „Британик“ не можеше да се задържи на повърхността.

### Евакуация
На мостика капитан Бартлет вече обмисляше как да спаси кораба. Само две минути след взрива котелни помещения пет и шест трябваше да бъдат евакуирани. След около десет минути „Британик“ е приблизително в същото състояние, в което е бил „Титаник“ един час след сблъсъка с айсберга. Петнадесет минути след удара на кораба отворените илюминатори на палуба Е бяха под вода. Тъй като водата навлиза в кърмовата част на кораба и от преградата между котелни помещения 4 и 5, „Британик“ бързо получава сериозен наклон на десния борд поради тежестта на водата, заливаща десния борд.
При наличието на бреговете на гръцкия остров Кеа вдясно, Бартлет дава заповед корабът да се насочи към острова в опит да се пласира на брега. Ефектът от наклона на десния борд на кораба и тежестта на кормилото затрудняват опитите за управление на кораба със собствена сила, а кормилното устройство е извадено от строя от експлозията, което елиминира управлението с помощта на кормилото. Капитанът наредил левият вал да се задвижва с по-висока скорост от десния, което помогнало на кораба да се придвижи към острова.
В същото време персоналът на болницата се подготвя за евакуация. Бартлет даде заповед да се подготвят спасителните лодки, но не позволи те да бъдат спуснати във водата. Майор Харолд Пристли събрал отрядите си от Кралския армейски медицински корпус в задната част на палуба А и проверил кабините, за да се увери, че никой не е останал.
Докато Бартлет продължаваше отчаяната си маневра, корабът се накланяше все повече и повече. Останалите членове на екипажа започнаха да се опасяват, че линията ще стане твърде голяма, затова решиха да пуснат първата спасителна лодка на вода, без да чакат заповед за това. Тогава Бартлет решава да спре кораба и двигателя му. Преди да успее да го направи, две спасителни лодки са пуснати на вода от левия борд без разрешение. Все още въртящият се, частично изплувал на повърхността винт засмукал двете спасителни лодки в себе си, като ги минирал заедно с пътниците им. След това Бартлет най-накрая успял да спре витлата, преди да засмучат още спасителни лодки.

### Последни моменти
Към 08:50 ч. повечето от намиращите се на борда хора са се спасили в 35-те успешно спуснати спасителни лодки. В този момент Бартлет стига до заключението, че скоростта, с която „Британик“ потъва, се е забавила, затова спира евакуацията и нарежда двигателите да бъдат пуснати отново с надеждата, че все пак ще успее да изведе кораба на брега. В 09:00 ч. Бартлет е информиран, че скоростта на наводняване се е увеличила поради движението на кораба напред и че наводнението е достигнало палуба D. Осъзнавайки, че вече няма никаква надежда да стигне до сушата навреме, Бартлет дава последната заповед за спиране на двигателите и надава два последни дълги звука на свирката – сигнал за напускане на кораба. Тъй като водата вече беше достигнала мостика, той и помощник-командирът Дайк излязоха на палубата и влязоха във водата, плувайки до сгъваема лодка, от която продължиха да координират спасителните операции.
Британик постепенно се преобръща на десния борд и комините му се срутват един след друг, докато корабът бързо потъва. Докато кърмата се подава от водата, носът вече се е забил в морското дъно. Тъй като дължината на „Британик“ е по-голяма от дълбочината на водата, ударът причинява големи структурни повреди на носа, преди той да се плъзне напълно под вълните в 09:07 ч., 55 минути след експлозията. Вайълет Джесоп (една от оцелелите от сестринския кораб на „Британик“ – „Титаник“, която е била и на „Олимпик“, когато той се сблъсква с HMS Hawke) описва последните секунди:
"Тя потопи малко главата си, после малко по-ниско и още по-ниско. Всички палубни машини паднаха в морето като детски играчки. След това се гмурна страшно надолу, кърмата му се издигна на стотици метри във въздуха, докато с последен рев изчезна в дълбините, а шумът от отиването му отекна във водата с нечувано насилие.
Когато „Британик“ почива, той се превръща в най-големия кораб, загинал през Първата световна война, и в най-големия потънал пътнически кораб в света.

### Спасение
В сравнение с „Титаник“ спасяването на „Британик“ е улеснено от три фактора: температурата е по-висока (20 °C) (в сравнение с -2 °C за „Титаник“), на разположение са повече спасителни лодки (35 са успешно спуснати и остават на повърхността в сравнение с 20-те на „Титаник“) и помощта е по-близо (пристига по-малко от два часа след първия сигнал за бедствие в сравнение с три часа и половина за „Титаник“).
Първите, които пристигат на мястото, са рибарите от Кеа на техния каик, които изваждат от водата много оцелели. В 10:00 ч. HMS Scourge забелязва първите спасителни лодки, а 10 минути по-късно спира и прибира 339 оцелели. Няколко минути по-рано пристига въоръженият абордажен параход HMS Heroic и прибира 494 души. Около 150 души са успели да стигнат до Корисия, Кеа, където оцелелите лекари и медицински сестри от „Британик“ се опитват да спасят ранените, използвайки престилки и парчета от спасителни пояси, за да направят превръзки. За операционна зала им служеше малък безлюден кей.
Scourge и Heroic нямаха място на палубата за повече оцелели и отпътуваха за Пирея, сигнализирайки за присъствието на тези, които останаха в Корисия. HMS Foxhound пристигна в 11:45 ч. и след като претърси района, акостира в малкото пристанище в 13:00 ч., за да предложи медицинска помощ и да вземе на борда останалите оцелели. В 14:00 ч. пристига лекият крайцер HMS Foresight. Foxhound отпътува за Пирея в 14:15 ч., а Foresight остава, за да организира погребението на Кеа на сержант Уилям Шарп от Кралския армейски медицински корпус (RAMC), който е починал от раните си. Други двама оцелели загинаха на „Герой“, а един – на френския влекач „Голиат“. Тримата са погребани с военни почести във Военноморското и консулско гробище на Пирея. Последният загинал е Г. Ханикот, който умира в руската болница в Пирея малко след погребенията.
Общо от 1066 души на борда на кораба, 1036 души оцеляват при потъването. Тридесет души губят живота си при катастрофата, но само петима от тях са погребани; останалите не са открити и са почетени на паметници в Солун (мемориалът „Микра“) и Лондон. Други 38 души са ранени (18 от екипажа, 20 от RAMC). Оцелелите са настанени във военните кораби, които са закотвени в пристанището на Пирея, докато медицинските сестри и офицерите са настанени в отделни хотели във Фалерон. Много гръцки граждани и официални лица присъстваха на погребенията. Оцелелите са изпратени по домовете си и малцина от тях пристигат в Обединеното кралство преди Коледа.
През ноември 2006 г. британският изследовател Михаил Михалакис открива, че в един от 45-те неидентифицирани гроба в Новото британско гробище в град Хермуполис на остров Сирос се намират останките на войник, събрани от църквата Аг. Триас в Ливади (предишното име на Корисия). Морският историк Саймън Милс се свързва с Комисията за военните гробове на Британската общност. По-нататъшните проучвания установяват, че този войник е британска жертва и останките му са регистрирани през октомври 1919 г. като принадлежащи на някой си „ефрейтор Стивънс“.
Когато останките са преместени в новото гробище на Сирос през юни 1921 г., се установява, че няма данни за това име, свързано със загубата на кораба, и гробът е регистриран като неидентифициран. Милс предостави доказателства, че този човек може да е сержант Шарп, и случаят беше разгледан от Агенцията за служебен персонал и ветерани. Построен е нов надгробен камък за Шарп и CWGC актуализира своята база данни.

## Визуализиран като океански лайнер
Планът на „Британик“ показва, че е замислен да бъде по-луксозен от сестринските си кораби, за да се конкурира с SS Imperator, SS Vaterland и RMS Aquitania. Предвидени са достатъчно каюти за пътниците, разделени в три класа. White Star Line очаква значителна промяна в клиентската си база. Така качеството на Трета класа (предназначена за мигранти) е понижено в сравнение с това на нейните сестри, докато качеството на Втора класа се повишава. Освен това броят на планирания екипаж е увеличен от около 860 – 880 души на борда на „Олимпик“ и „Титаник“ на 950 души на борда на „Британик“.
Качеството на Първа класа също е подобрено. Децата започват да се появяват като част от клиентелата, която трябва да бъде задоволена, и затова на палубата на кораба е построена стая за игри за тях. Подобно на двата си сестрински кораба, удобствата в първа класа включват Голямото стълбище, но удобствата на Британик са по-пищни, с обработени балюстради, декоративни панели и тръбен орган. Палуба А на кораба е посветена изцяло на първа класа, като е оборудвана със салон, две кафенета на верандата, стая за пушачи и читалня. Палуба Б включва фризьорски салон, поща и преработени луксозни апартаменти, наречени в плановете на строителя салони. Най-важното допълнение е индивидуалната баня в почти всяка каюта от първа класа, което е първото такова допълнение на океански лайнер. На борда на „Олимпик“ и „Титаник“ повечето пасажери трябваше да използват обществени бани.
Тези съоръжения са инсталирани, но скоро са премахнати, тъй като корабът е превърнат в болничен кораб и никога не са инсталирани отново, защото корабът потъва, преди да започне трансатлантическа експлоатация, така че планираните съоръжения или са отменени, унищожени, използвани отново на други кораби, като „Олимпик“ или „Маджестик“, или просто никога не са използвани. От тези аксесоари са останали монтирани само голямо стълбище и детска стая за игра. Под стъкления купол е имало бяла стена над стълбището за първа класа, вместо часовник и голяма картина.

### Тръбен орган
На борда на „Британик“ е планирано да бъде инсталиран филхармоничен орган на Welte, но поради избухването на войната инструментът така и не пристига в Белфаст от Германия. След края на войната Harland and Wolff не предявява претенции за него, тъй като Britannic потъва, преди да влезе в трансатлантическа експлоатация. Не е инсталиран и на „Олимпик“ или „Маджестик“, тъй като „Уайт Стар Лайн“ не го иска. Дълго време се е смятало, че органът е изгубен или унищожен.
През април 2007 г. реставраторите на органа Welte, който сега се намира в Museum für Musikautomaten в Зеевен, Швейцария, откриват, че основните части на инструмента са подписани от германските органостроители с "Britanik". Снимка на чертеж от проспект на фирмата, намерен в наследството на Welte в музея Augustiner във Фрайбург, доказва, че това е органът, предназначен за Britannik. Историята на органа и неговите собственици от ХХ в. понастоящем са неизвестни.

## Останки
Останките на HMHS Britannic са на 37°42′05″N 24°17′02″E на около 400 фута (122 m) вода. Открит е на 3 декември 1975 г. от Жак Кусто, който го изследва. При заснемането на експедицията Кусто също провежда конференция пред камера с няколко оцелели служители от кораба, включително Шийла Макбет Мичъл, оцеляла от потъването. През 1976 г. Кусто за първи път влиза в останките със своите водолази. Той изрази мнение, че корабът е бил потопен от едно-единствено торпедо, основавайки това мнение на повредата на нейните плочи.
Гигантският кораб лежи от десния си борд, скривайки зоната на удар с мината. Има огромна дупка точно под палубата на предния кладенец. Носът е силно деформиран и прикрепен към останалата част от корпуса само с някои части от C-Deck. Установено е, че помещенията на екипажа в бака са в добро състояние с много детайли, които все още се виждат. Трюмовете бяха намерени празни.
Машините на бака и двата товарни крана в предната палуба са добре запазени. Фок-мачтата е огъната и лежи на морското дъно близо до останката с гнездото на врана, все още прикрепено. Камбаната, смятана за изгубена, е открита при гмуркане през 2019 г., след като е паднала от мачтата и сега лежи точно под гнездото на гарваните на морското дъно. Фуния номер 1 е намерена на няколко метра от палубата за лодки. Фуния номер две, три и четири бяха открити в полето за отломки (разположено извън кърмата). Парчета въглища лежат до останките.
В средата на 1995 г. в експедиция, заснета от NOVA, д-р Робърт Балард, най-известен с откриването на останките на Титаник през 1985 г. и на германския боен кораб Бисмарк през 1989 г., посети останките, използвайки усъвършенстван сонар за странично сканиране. Получени са изображения от дистанционно управлявани превозни средства, но в останките не е проникнато. Балард намери всички фунии на кораба в изненадващо добро състояние. Опитите да се намерят минни котви се провалиха.
През август 1996 г. останките бяха закупени от Саймън Милс, който е написал две книги за кораба: Britannic – The Last Titan и Hostage To Fortune.
През ноември 1997 г. международен екип от водолази, водени от Кевин Гър, използва тримикс техники за гмуркане с отворен кръг, за да посети и заснеме останките в новодостъпния DV цифров видео формат.
През септември 1998 г. друг екип от водолази прави експедиция до останките. Използвайки превозни средства за задвижване на водолази, екипът направи повече гмуркания на хора до останките и създаде повече изображения от всякога, включително видео на четири телеграфа, кормило и телемотор на капитанския мостик.
През 1999 г. гмуркачи на GUE, аклиматизирани към пещерно гмуркане и откриване на океани, ръководиха първата гмуркателна експедиция, включваща обширно проникване в Британик. Видео от експедицията беше излъчено от National Geographic, BBC, History Channel и Discovery Channel.
През септември 2003 г. експедиция, ръководена от Карл Спенсър, се гмурна в останките. Това беше първата експедиция за гмуркане на Британик, при която всички дънни гмуркачи използваха ребризери със затворена верига (CCR). Водолазът Лий Бишоп върна някои от първите снимки от вътрешността на останките, а неговият партньор Рич Стивънсън откри, че няколко водонепроницаеми врати са отворени. Предполага се, че това е така, защото стачката в мината съвпада със смяната на часовниците. Като алтернатива, експлозията може да е изкривила рамките на вратите. Редица минни котви бяха открити край останките от сонарния експерт Бил Смит, потвърждавайки германските записи на U-73, че Британик е потопен от една мина и щетите се усложняват от отворени илюминатори и водонепроницаеми врати. Експедицията на Спенсър беше широко излъчвана по целия свят в продължение на много години от National Geographic и британския Channel 5.
През 2006 г. експедиция, финансирана и заснета от History Channel, събра четиринадесет опитни водолази, за да помогнат да се определи какво е причинило бързото потъване на Британик. След подготовката екипажът се гмурна на мястото на корабокрушението на 17 септември. Времето беше съкратено, когато се издигна тиня, което доведе до нулева видимост и двамата водолази се спасиха на косъм с живота си. Едно последно гмуркане трябваше да бъде направено в котелното помещение на Британик, но беше открито, че снимането толкова далеч в останките би довело до нарушаване на разрешение, издадено от Ephorate of Underwater Antiquities, отдел към гръцкото Министерство на културата.
Отчасти поради бариера в езика, молбата в последния момент беше отхвърлена от отдела. Експедицията не успя да установи причината за бързото потъване, но бяха заснети часове кадри и бяха документирани важни данни. Ефоратът на подводните антики по-късно призна важността на тази мисия и отправи покана за повторно посещение на останките при по-малко строги правила.
На 24 май 2009 г. Карл Спенсър, привлечен обратно към третата си мисия за подводно заснемане на Британик, умира в Гърция поради проблеми с оборудването, докато снима корабокрушението за National Geographic.
През 2012 г. по време на експедиция, организирана от Александър Сотириу и Пол Лийнен, водолази, използващи дихателни апарати, инсталираха и възстановиха научно оборудване, използвано за екологични цели, за да определят колко бързо бактериите изяждат желязото на Британик в сравнение с Титаник.
На 29 септември 2019 г. британският технически водолаз Тим Савил загина по време на гмуркане на дълбочина 120 м / 393 фута върху останките на Британик.

## Наследство
Прекъснала кариерата си по време на война, никога не е влизала в търговска служба и имала малко жертви, Британик не е изпитала същата известност като сестринския си кораб Титаник. След като беше до голяма степен забравена от обществеността, тя най-накрая спечели слава, когато нейната развалина беше открита. Името ѝ е използвано отново от White Star Line, когато пуска MV Britannic в експлоатация през 1930 г. Този кораб е последният, който плава под знамето на компанията, когато се пенсионира през 1960 г.
След като Германия капитулира в края на Първата световна война, последвана от Версайския договор, Германия предаде някои от своите океански кораби като военни репарации, два от които бяха дадени на компанията. Първият, Bismarck, преименуван на Majestic, замени Britannic. Вторият, Columbus, преименуван на Homeric, компенсира други кораби, загубени в конфликта.

## В популярната култура
Потъването на кораба беше драматизирано в телевизионен филм от 2000 г., наречен „Британик“, в който участваха Едуард Атертън, Аманда Райън, Жаклин Бисет и Джон Рис-Дейвис. Филмът е измислен разказ, включващ немски агент, който саботира кораба, тъй като Британик тайно носеше боеприпаси.
Документален филм на BBC2, Трагичният близнак на Титаник – катастрофата на Британик, беше излъчен на 5 декември 2016 г.; представен от Кейт Хъмбъл и Анди Торбет, той използва актуален подводен филм на останките и разговаря с роднини на оцелели.
Романът на Алма Катсу от 2020 г. „Дълбините“ се развива отчасти върху „Британик“ и неговия сестрински кораб „Титаник“ и се фокусира върху потъването на двата кораба.
Gigantic е видимата обстановка на ескейп-рум играта от 2009 г. Nine Hours, Nine Persons, Nine Doors.